# Niceville, Florida
Niceville är en stad (city) i Okaloosa County, i delstaten Florida, USA. Enligt United States Census Bureau har staden en folkmängd på 12 941 invånare (2011) och en landarea på 29,6 km².